# Имеретинский сыр
Имеретинский сыр (груз. იმერული ყველი, имерули квели, груз. ჭყინტი ყველი — чкинти квели) — молодой рассольный грузинский сыр из региона Имеретия, традиционный ингредиент для хачапури. Наряду с сыром сулугуни имеретинский является самым распространённым в Грузии. На два этих сорта приходится до 80 % от всего производимого в стране сыра.